# مسجد جامع صیدآباد
مسجد جامع صید آباد مربوط به اواخر دوره ایلخانی - اوایل دوره صفوی است و در شهرستان دامغان، بخش امیرآباد، دهستان صرصر، روستای صید آباد، بعد از بوستان شقایق، انتهای کوچه، سمت چپ واقع شده و این اثر در تاریخ ۶ اسفند ۱۳۸۵ با شمارهٔ ثبت ۱۷۵۸۴ به‌عنوان یکی از آثار ملی ایران به ثبت رسیده است.